# 웅진식품
웅진식품은 주로 식음료부문을 담당하고 있는 회사다. 모그룹인 웅진그룹이 경영 위기를 겪자 2013년 사모펀드 운용사이자 쌍용양회공업의 모기업인 한앤컴퍼니에 매각되었으며  웅진그룹 계열사 웅진시스템(구 웅진통신판매)을 2000년 10월 흡수합병했다. 이듬해에 흑자로 전환하였으며, 2015년 10월에는 가야F&B(구 동부팜가야)를 합병하였다.
한편, 웅진시스템을 2000년 10월 흡수합병하는 과정에서 1998년 12월 창간할 때부터 웅진시스템에서 발행해 온 월간 위인잡지 《생각쟁이》가 2000년 11월호부터 해당 회사(웅진식품)로 발행사 변경됐으며 같은 해 12월 <과학쟁이>를 창간하여 월간 과학잡지 사업에 참여했으나 두 잡지 판권을 2001년 11월호(생각쟁이) 8월호(과학쟁이)부터 웅진닷컴(2005년 4월 웅진씽크빅으로 상호변경)에 매각했는데 《생각쟁이》 <과학쟁이> 두 잡지는 웅진씽크빅이 잡지사업부문을 축소하는 과정에서 2005년 10월호부터 미래교육사업본부로 흡수됐다가 2011년 8월호(생각쟁이) 11월호(과학쟁이)부터 웅진씽크빅이 직접 발행했고   2015년 12월 폐간됐다.

## 제품군
- 하늘보리
- 아침햇살
- 초록매실
- 자연은
- 바바커피
- 815콜라
- 장쾌삼
- 가야농장